# Milán-San Remo 1930
La Milán-San Remo 1930 fue la 23.ª edición de la Milán-San Remo. La carrera se disputó el 30 de marzo de 1930. El vencedor final el italiano Michele Mara.

## Clasificación final
| Posición | Ciclista            | Equipo          | Tiempo     |
| -------- | ------------------- | --------------- | ---------- |
| 1        | Michele Mara        | Bianchi-Pirelli | 9h 43' 00" |
| 2        | Pio Caimmi          | Gloria          | m. t.      |
| 3        | Domenico Piemontesi | Bianchi-Pirelli | m. t.      |
| 4        | Raffaele di Paco    | Maino           | m. t.      |
| 5        | Costante Girardengo | Maino           | m. t.      |
| 6        | Luigi Marchisio     | Legnano-Pirelli | m. t.      |
| 7        | Luigi Giacobbe      | Maino           | m. t.      |
| 8        | Learco Guerra       | Maino           | m. t.      |
| 9        | Antonio Negrini     | Maino           | m. t.      |
| 10       | Riccardo Proserpio  | -               | m. t.      |